# دايملر فيريت
دايملر فيريت (بالإنجليزية: Daimler Ferret)‏ سيارة مصفحة بريطانية رباعية الدفع صممت كمركبة استطلاع للجيش البريطاني، أنتجت في شركة دايملر بدءاً من العام 1952 حتى العام 1971، يبلغ وزن مصفحة فرت 3.7 طن بمحرك بنزين بقوة 130 حصان، السرعة القصوى 93 كيلو متر بالساعة.

## التاريخ
بدء في تطوير مركبة دايملر فيريت المصفحة في نهاية عام 1948، كنتيجة لحاجة الجيش البريطاني لاستبدال مركبات استطلاع التي يملكها منذ الحرب العالمية الثانية بمركبات أحدث، فحصلت شركة دايملر على عقد لتصميم وبناء نماذج لمركبة الاستطلاع الجديدة أكتمل أول نموذج في 1949 وأرسل إلى الجيش لاختبار المركبة قبل بعدها النموذج وتسلم الجيش البريطاني أول كمية من الإنتاج في منتصف 1952 التي أطلق عليها الجيش اسم فرت.
وعلى الرغم من أن الفيريت تشترك بالعديد من الخصائص التصميمة مع مركبة دايملر دينغو والمصفحة الكندية فورد لينكس، إلا إنها تتضمن مقصورة قتال أوسع وبرج لرشاش صغير، وقد جهزت بـ 6 قاذفات لإطلاق قنابل الدخان 3 قواذف على كل جانب، فيما بني درعها من الفولاذ الملحوم.
الدايملر فيريت رباعية الدفع وقد زودت بمحرك محرك بنزين بـ 6 إسطوانات يولد قوة 130 حصان، السرعة القصوى للفيريت هي 93 كيلو متر بالساعة.

## الإنتاج
الإنتاج الكلي لسيارات الفرت بلغ 4,409 مصفحة فيريت خلال سنوات الإنتاج ما بين 1952 و1971 بما في ذلك الطرازات الـ 16 للمصفحة.

## معرض صور
|  |  |
|  |  |

## مواضيع مرابطة
- سيارة مصفحة
- ألفيس صلاح الدين
- إم 8 غريهاوند
- أوتر